# Hugo Hettich Uhrenfabrik
Die Hugo Hettich Uhrenfabrik GmbH in Bodman-Ludwigshafen bestand von 1942 bis 1984 und wurde durch ihre Jahresuhren bekannt, die beliebte Hochzeitsgeschenke waren. Das Unternehmen beschäftigte bis zu 250 Arbeitnehmer und wurde nach zwei Konkursverfahren 1986 stillgelegt.

## Geschichte

### Blesch & Hettich Uhrenfabrik GmbH
Am 10. Februar 1942 meldeten Kurt Blesch und Hugo Hettich in Ludwigshafen am Bodensee die Firma Blesch & Hettich Uhrenfabrik GmbH zum Handelsregister an. Beiden waren zuvor Mitarbeiter und Mitgesellschafter der Gustav Bössenroth Uhrenfabrik in Berlin-Marienfelde gewesen, die 1862 gegründet worden war und als erste Uhrenfabrik Küchenuhren auf den Markt brachte. Hugo Hettich, 1907 in Alpirsbach geboren, meldete 1941 ein Patent für eine Schwebegang-Unruh an, welches erst 1955 rechtskräftig erteilt wurde und dem weitere wesentliche Patente zu Uhrenherstellung folgten.

### Hugo Hettich Uhrenfabrik
Doch schon 1949 trennten sich die Wege der beiden Gesellschafter. Hugo Hettich behielt den Standort in Ludwigshafen und ließ am 28. September 1949 beim Amtsgericht Stockach die Einzelfirma Hugo Hettich Uhrenfabrik eintragen. Kurt Blesch gründete im benachbarten Sipplingen die Firma Garant-Uhrenfabrik GmbH. Hugo Hettich wandelte im Jahr 1959 sein Unternehmen in eine GmbH mit einem Kapital von 420.000,00 DM um. Er selbst hielt einen Geschäftsanteil von 400.000 DM und seine Frau Gertrud Hettich einen Geschäftsanteil von 20.000 DM. Das Unternehmen war mit seinen Jahresuhren erfolgreich und hatte einen Exportanteil von bis zu 60 % des Umsatzes. Exportländer waren insbesondere die USA, aber auch Großbritannien, Frankreich und Italien. Die Uhren waren nicht nur Zeitmesser, sondern auch Schmuckstücke, die gerne verschenkt wurden.

### Unter Söhnle
Im Jahre 1979 wollte Hugo Hettich, 72 Jahre, altershalber aus dem Unternehmen, das 100 Arbeitnehmer beschäftigte, ausscheiden. Er veräußerte 75 % des Kapitals an die Schmuckfabrikanten Bruno und Günther Söhnle, die in Pforzheim und Wurmberg Uhrenfabriken betrieben und eine Verbreiterung ihrer Angebotspalette anstrebten. Im Jahre 1979 schied Hugo Hettich auch als Geschäftsführer aus. Die Geschäftsführung wurde jetzt von Bruno und Günther Söhnle selbst wahrgenommen. Unter den neuen Gesellschaftern hat sich das Unternehmen kurzfristig erholt. Während 1979 das Unternehmen bei einem Umsatz von 7,9 Mio. DM ein Verlust von 0,4 Mio. DM hinnehmen musste, wurde 1981 unten den neuen Gesellschaftern Söhnle eine Umsatzsteigerung auf 9,8 Mio. DM und ein Gewinn von 0,4 Mio. DM erzielt.

### Der Niedergang
1983 verzeichnete das Unternehmen einen Umsatzrückgang auf 8 Mio. DM und einen Verlust von 0,6 Mio. DM. Das Unternehmen war nicht mehr wettbewerbsfähig, seine Preise waren hoch. Ursächlich waren unterlassene Investitionen. Eine von Hugo Hettich noch konzipierte Verbilligung der Uhrwerke mit einer Pendellagerung statt einer Rotorlagerung wurde nicht mehr durchgeführt, weil die notwendigen Entwicklungskosten in Höhe von 0,5 Mio. DM nicht mehr aufgebracht werden konnten. Auch der Vertrieb war nicht schlagkräftig genug, da nur noch zwei Außendienstmitarbeiter im Einsatz waren.

### Die Insolvenzverfahren
Im Frühjahr 1984 kam die gesamte Unternehmensgruppe Söhnle-Hettich in finanzielle Schwierigkeiten. Die Hugo Hettich Uhrenfabrik GmbH beantragte am 22. Juni 1984 beim Amtsgericht Überlingen und Gebr. Söhnle GmbH & Co. aus Wurmberg, am 3. Juli 1984 beim Amtsgericht Vaihingen-Enz die Eröffnung des gerichtlichen Vergleichsverfahrens zur Abwendung des Konkurses. Die Amtsgerichte bestellten in beiden Verfahren den Stuttgarter Rechtsanwalt Volker Grub zum vorläufigen Vergleichsverwalter.
Gebr. Söhnle vertrieb Armbanduhren, beschäftigte 8 Arbeitnehmer und erzielte im Jahr 1983 noch einen Umsatz von 2 Mio. DM. Dieses Vergleichsverfahren konnte erfolgreich beendet werden. Die finanziellen Schwierigkeiten des dritten Unternehmens, der Firma Söhnle Uhrenfabrik GmbH & Co. KG in Pforzheim, die mit 71 Arbeitnehmern Großuhren herstellte, konnten außergerichtlich beseitigt werden. Die beteiligten Banken räumten dem Unternehmen neue Kredite ein. Mit einem Personalabbau konnte die Ertragsfähigkeit wieder hergestellt werden.

### Eine gescheiterte Sanierung
Auch bei Hugo Hettich Uhrenfabrik bemühte sich Grub um eine Sanierung des Unternehmens. Er stellte fest, dass ein Abbau von 30 der insgesamt 92 Arbeitsplätzen notwendig war. Mit zu hohen Akkordsätzen war die Entlohnung in der Produktion zu hoch. Die Vielzahl der Uhrentypen war zu reduzieren. Die 92-köpfige Belegschaft verfügte über 5 Betriebsratsmitglieder und die Betriebsratsvorsitzende war für diese Tätigkeit freigestellt. Das Unternehmen stand unter starken Einfluss der örtlichen Industriegewerkschaft Metall, da über 75 % der Belegschaft einschließlich der Betriebsratsvorsitzenden bei der IG Metall organisiert waren.
Grub präsentierte das Sanierungskonzept Mitte Juli 1984 und begann mit dessen Umsetzung. Mit dem Betriebsrat wurde ein Interessenausgleich und ein Sozialplan vereinbart und anschließend die Kündigung von 28 Arbeitnehmern ausgesprochen. Doch 16 Arbeitnehmer erhoben Kündigungsschutzklagen, die der Betriebsrat und IG Metall unterstützten. Das Sanierungskonzept konnte damit nicht umgesetzt werden und beendete die versuchte eigenständige Sanierung des Unternehmens durch den Vergleichsverwalter.

### Konkurs
Daher eröffnete des Amtsgericht Überlingen am 31. August 1984 das Anschlusskonkursverfahren für die Hugo Hettich Uhrenfabrik GmbH. Volker Grub wurde auch als Konkursverwalter bestellt. Er plante nunmehr die Stilllegung des Betriebes zum 31. Dezember 1984 mit dem Ziel, den vorhandenen Auftragsbestand abzuarbeiten und vorhandene Rohstoffe und Halbfabrikate aufzuarbeiten und die Chancen auf einen Verkauf des Betriebes im Zuge des Konkursverfahrens erhöhen.

### Eine Auffanglösung
Konkurrenzunternehmen, wie die Kienzle Uhrenfabrik GmbH in Villingen-Schwenningen, Hermle Uhren in Gosheim, Peter-Uhren in Rottweil, August Schatz & Söhne GmbH in Triberg sowie die Firma Herbert Trenkle Uhrenfabrik, Villingen-Schwenningen interessierten sich nun für eine Übernahme von Hettich-Uhren. Besonderes Interesse zeigte die Herbert Trenkle Uhrenfabrik, die mit 135 Arbeitnehmern vor allem Großuhren wie Jahresuhren, Wecker, Schwarzwalduhren und Holzwanduhren herstellte und 1983 ein Jahresumsatz von 23 Mio. DM erzielte. Trenkle beabsichtigte sein eigenes Programm durch die hochwertigen Jahresuhren von Hettich zu erweitern. Er belieferte nicht nur den Facheinzelhandel, sondern auch die bedeuteten Uhrengroßhändler Dugena und ZentRa.
Nach schwierigen Verhandlungen veräußerte der Insolvenzverwalter am 3. Dezember 1984 den Betrieb im Wege eines Asset-Deals an Herbert Trenkle, der ihn als Zweigbetrieb weiterführte. Übernommen wurden die Betriebseinrichtung, Vorräte und Patente sowie 65 namentliche benannte Arbeitnehmer. Außerdem schloss er mit Hugo Hettich für das Betriebsanwesen in Ludwigshafen einen Mietvertrag.
Die IG Metall reklamierte in einer Presseerklärung, dass das positive Verhandlungsergebnis keineswegs in erster Linie dem Konkursverwalter zuzuschreiben sei, sondern dem hohen Organisationsgrad der Belegschaft bei der IG Metall und ihrer Geschlossenheit mit Betriebsrat und ihrer IG Metall.

### Schließung unter Herbert Trenkle
Herbert Trenkle war es nicht möglich, den Hettich auf die Dauer nachhaltig mit Ertrag zu führen. Ein Konkursverfahren über das Vermögen der Firma Herbert Trenkle in Schwenningen, die noch 130 Arbeitnehmer beschäftigte, wurde vom Amtsgericht Villingen-Schwenningen 1987 mangels Masse abgelehnt und das Werk in Schwenningen Ende Mai 1987 stillgelegt. Davon war auch das rechtlich unselbstständige Zweigwerk Hettich in Ludwigshafen, das noch 55 Arbeitnehmer hatte, betroffen.
Hauptursächlich für diese Entwicklung war der im Frühjahr 1987 eintretende Dollarverfall. Der Dollar sank innerhalb weniger Monate von 3,30 auf 1,80 DM. Damit waren die Absatzwege in den Dollar-Raum versperrt. Von dieser Entwicklung wurden auch andere Unternehmen der Uhrenbranche erfasst. Hettich wurde zum 31. Mai 1987 stillgelegt.